# Blomsterpistolen (musikalbum)
Blomsterpistolen er et musikalbum udgivet af den danske gruppe Young Flowers i 1968. Musikken på pladen blev lavet som baggrundsmusik for en tv-serie skrevet af Thomas Winding. Ifølge Windings egne oplysninger på bagsiden af pladen opstod idéen i oktober 1967 på Vestergade 58 i Århus hvor Young Flowers holdt en koncert.[kilde mangler] Her fik han gruppen med på at lave musikken til en tv-serie i tre afsnit. Serien handlede om rumvæsener. Disse var bevæbnede med pistoler, der affyrede blomster og med disse våben erobrede den danske bevidsthed. 
Musikken blev foreviget på en Lp, der ofte karakteriseres som en af de første danske syrerock plader. Til forskel fra senere produkter af denne genre, der endte med at sprænge alle rammer i musikken, havde musikken stadig en mere afdæmpet blues-agtig lyd, der trods sine mange lange solostykker endnu har kortere traditionelt komponerede sange. 
Pladen bærer tydeligt præg af at den erfarne guitarist Peer Frost var kommet med i gruppen tidligere samme år. Et af hans store idoler var Eric Clapton, der i denne periode spillede kraftigt blues inspireret rock i bl.a. bandet Cream. Frost havde imidlertid sin egen sound, bl.a. fordi han brugte pedal og forvrængning.
Musikken på gruppens egne sange, hvilket betyder alle bortset fra Bob Dylan covernumret Down along the cove, viser også Peter Ingemanns (bas, vokal) fortid som jazzmusiker. 
Den engelske tekst er på flere af sangene taget fra den amerikanske lyriker Walt Whitmans digte. 
Pladens mest kendte sang er "Oppe i træet" med tekst af Winding, den ene af pladens to danske sange (den anden er sangen "25 øre (sang)"), der siden er blevet et symbol på dansk psykedelisk kultur på linje med Steppeulvenes syrede sange.
Pladen blev i 1997 genudgivet på en CD kaldet Young Flowers 1968-1969, der også indeholder gruppens andet album No. 2 og tre sange som de lavede til kunstneren Jens Jørgen Thorsens film Stille dage i Clichy. Den er ligeledes genudgivet som en af CD'erne på Dansk Rock Historie 1965-1978, vol. 1.

## Spor
1. "Ouverture"(Peer Frost) /Take Warning (Peter Ingemann, Jens Henrik Dahl, Ken Gudman, Walt Whitman)
2. "The moment life appeared" (Peter Ingemann, Ken Gudman, Peer Frost, Walt Whitman)
3. "25 øre" (Peer Frost, Jørgen Larsen)
4. "Oppe i træet" (Peter Ingemann, Thomas Winding)
5. "To you" (Peter Ingemann, Walt Whitman)
6. "Down along the cove" (Bob Dylan)
7. "April '68" (Peter Ingemann, Ken Gudman, Peer Frost)